# Four Men and a Prayer
Four Men and a Prayer (Brasil: Quatro Homens e uma Prece ) é um longa-metragem norte-americano de 1938, dos gêneros aventura e suspense, dirigido por John Ford.

## Elenco
- Loretta Young - Lynn Cherrington
- Richard Greene - Geoffrey Leigh
- George Sanders - Wyatt Leigh
- David Niven - Christopher Leigh
- C. Aubrey Smith - Cel. Loring Leigh
- J. Edward Bromberg - Gen. Torres
- William Henry - Rodney Leigh
- John Carradine - Gen. Adolfo Arturo Sebastian
- Alan Hale - Mr. Furnoy
- Reginald Denny - Cap. Douglas Loveland
- Berton Churchill - Sr. Martin Cherrington
- Barry Fitzgerald - Trooper Mulcahay
- Claude King - Gen. Bryce
- Cecil Cunningham
- Frank Dawson - Manders